# قاسم آباد عليا (مقاطعة فسا)
قاسم‌آباد عليا (بالفارسية: قاسم‌آباد علیا) هي منطقة سكنية تقع في قسم قره‌بلاغ الريفي في إيران. يقدر عدد سكانها بـ 868 نسمة .